# Лазарівська сільська рада (Монастириський район)
Ла́зарівська сільська́ ра́да — адміністративно-територіальна одиниця та орган місцевого самоврядування в Монастириському районі Тернопільської області. Адміністративний центр — село Лазарівка.

## Загальні відомості
Лазарівська сільська рада утворена в 1940 році.
- Територія ради: 3,909 км²
- Населення ради: 682 особи (станом на 2001 рік)
- Територією ради протікає річка Золота Липа

## Населені пункти
Сільській раді підпорядковані населені пункти:
- с. Лазарівка
- с. Низьколизи

## Склад ради
Рада складалася з 12 депутатів та голови.
- Голова ради: Хмарний Степан Ярославович
- Секретар ради: Расевич Марія Василівна

### Керівний склад попередніх скликань
| Прізвище, ім'я, по батькові | Основні відомості                                                               | Дата обрання | Дата звільнення |
| --------------------------- | ------------------------------------------------------------------------------- | ------------ | --------------- |
| Черемхівка Орися Іванівна   | Сільський голова, 1959 року народження                                          | 26.03.2006   | 31.10.2010      |
| Хмарний Степан Ярославович  | Сільський голова, 1961 року народження, освіта середня спеціальна, безпартійний | 31.10.2010   |                 |

Примітка: таблиця складена за даними сайту Верховної Ради України

### Депутати
За результатами місцевих виборів 2010 року депутатами ради стали:

#### За суб'єктами висування
| Суб'єкт висування | Кількість обраних депутатів | %   |
| ----------------- | --------------------------- | --- |
| Самовисування     | 12                          | 100 |

#### За округами
| № округу | Прізвище, ім'я, по батькові   | Дата визнання обраним | Освіта             | Партійна приналежність                        | Відомості про обраного депутата            |
| -------- | ----------------------------- | --------------------- | ------------------ | --------------------------------------------- | ------------------------------------------ |
| 1        | Хмарний Володимир Степанович  | 05.11.2010            | середня спеціальна | позапартійний                                 | тимчасово не працює                        |
| 2        | Глембіцька Галина Степанівна  | 05.11.2010            | середня спеціальна | член Всеукраїнського об'єднання «Батьківщина» | Лядська СЛА, медсестра                     |
| 3        | Расевич Марія Василівна       | 05.11.2010            | середня спеціальна | позапартійна                                  | Лазарівська сільська рада, бухгалтер       |
| 4        | Глембіцький Олег Васильович   | 05.11.2010            | незакінчена вища   | позапартійний                                 | тимчасово не працює                        |
| 5        | Черемхівка Орися Іванівна     | 02.01.2011            | середня спеціальна | позапартійна                                  | тимчасово не працює                        |
| 6        | Пердук Володимир Михайлович   | 05.11.2010            | середня спеціальна | позапартійний                                 | тимчасово не працює                        |
| 7        | Гарасимчук Світлана Василівна | 05.11.2010            | середня спеціальна | позапартійна                                  | Бібліотека с. Лазарівка, бібліотекар       |
| 8        | Заяць Галина Володимирівна    | 05.11.2010            | середня спеціальна | позапартійна                                  | тимчасово не працює                        |
| 9        | Німащук Марія Степанівна      | 05.11.2010            | середня спеціальна | позапартійна                                  | пенсіонер                                  |
| 10       | Дружка Галина Василівна       | 05.11.2010            | середня спеціальна | позапартійна                                  | Територіальний центр, соціальний працівник |
| 11       | Голота Марія Іванівна         | 05.11.2010            | середня спеціальна | позапартійна                                  | Територіальний центр, соціальний працівник |
| 12       | Глембіцька Марія Михайлівна   | 05.11.2010            | середня спеціальна | позапартійна                                  | Сільський клуб с. Низьколизи, завідувачка  |